# Бюрстенбиндер, Элизабет
Элизабет Бюрстенбиндер (литературный псевдоним — Элизабет Вернер) (нем. Elisabeth Bürstenbinder; 25 ноября 1838, Берлин — 10 октября 1918, Меран, Австро-Венгрия) — немецкая писательница периода культуркампфа в Германской империи.

## Биография
Родилась в семье богатого коммерсанта. Получила домашнее воспитание.
Первые её романы появились в журнале «Gartenlaube» («Беседка») и быстро сделали писательницу любимицей читателей среднего класса. Современники, называли Элизабет Вернер «бесспорной хозяйкой женского чтения». Уже в 1870-е годы считалась мастером «дамского романа».
Жила, в основном, в Берлине, затем в Мюнхене. Совершила много поездок по Европе. В 1896 г. переехала в Италию и поселилась в Мерано (тогда — Австро-Венгрия).
Умерла и похоронена в Мерано.
Большинство популярных романов Элизабет Вернер были переведены на русский язык, в том числе С. М. Майковой.

## Избранные произведения

### Романы
- Герой пера / Ein Held der Feder, 1872
- У алтаря / Am Altar, 1873
- В добрый час / Glück auf!, 1874
- Развеянные чары / Gesprengte Fesseln, 1875
- Винета / Vineta, 1877
- Дорогой ценой / Um hohen Preis, 1878
- Гонцы весны / Frühlingsboten, 1880
- Эгоист / Der Egoist, 1882
- Проклят и прощён / Gebannt und erlöst, 1884
- Суд Божий / Ein Gottesurteil, 1885
- Отзвуки родины / Heimatklang, 1887
- Архистратиг Михаил / Sankt Michael, 1887
- Фея Альп / Die Alpenfee, 1889
- Роковые огни / Flammenzeichen, 1890
- Своей дорогой /Freie Bahn!, 1893
- Мираж / Fata Morgana, 1896
- Заклятое золото / Hexengold, 1900
- Руны / Runen, 1903
- Два мира /Siegwart, 1909

### Рассказы
- Gartenlaubenblüten, 1872;
- Цветок счастья / Die Blume des Glücks, 1885
- Adlerflug, 1886
- Gewagt und gewonnen. 1891
- Der höhere Standpunkt, 1896
- Der Wilddieb.